# المجموعة الفردانية IJK
المجموعة الفردانية IJK أو السُّلالة IJK، هي مجموعة فردانيَّة بشريَّة ذكوريَّة. تُعتبر السُّلالة IJK فرعًا أساسيًا من المجموعة الفردانيَّة الكبيرة HIJK. وأحفادها المباشرون هم IJ، وK.

## التوزيع
لم يتم الإبلاغ عن IJK في المجموعات السكانية الحديثة أو في بقايا الإنسان القديم. بينما تم الإبلاغ سابقًا عن المجموعة شبه القاعدية HIJK* في العصر الحجري الأوسط الأوروبي (المجدلانية)، والعصر الحجري القديم الأوروبي الأعلى. تم إجراء دراسة لاحقة في عام 2023 مع تسلسل عالي الجودة للمجدلانية وغيرها مع السُّلالة I.
تعيش المجموعات السكانية ذات النسب العالية من الذكور الذين ينتمون إلى السُّلالات الرئيسية المنحدرة من السُّلالة HIJK عبر مناطق ومجموعات سكانية متناثرة على نطاق واسع. تتركز الآن الفئات الفرعية من IJK في الذكور الأصليين لـ:
- أوروبا (مثل المجموعات الفردانية I وJ وR وN)
- القوقاز والشرق الأدنى وشمال شرق أفريقيا (مثل المجموعتين الفردانيتين J وT)
- جنوب آسيا (مثل المجموعات الفردانية J وL وR)
- شرق آسيا وجنوب شرق آسيا وأوقيانوسيا والمحيط الهادئ (على سبيل المثال المجموعات الفردانية K، M، O، P، S)
- شمال أوراسيا (مثل المجموعات الفردانية N وQ) و؛
- الشعوب الأمريكية الأصلية (مثل المجموعة الفردانية Q وR).

## الطفرات

### L15
تقع الطفرة المحددة L15 في موقع الكروموسوم Y rs9786139 حيث تكون قيمة الأجداد أدينين والقيمة المشتقة هي غوانين.

### L16
يوجد تعريف أيضًا للطفرة المُحددة L16 في الموقع rs9786714 حيث تكون قيمة الأجداد غوانين والقيمة المشتقة هي أدونين.